# Vadim il Coraggioso
Vadim (detto il Coraggioso; in russo  Вади́м Хра́брый?; ... – Velikij Novgorod, 864) è stato un sovrano russo che si rivolse contro Rjurik.

## Leggenda e Biografia
Nella prima cronaca russa conosciuta (Cronaca degli anni passati), all'inizio del XII secolo, il nome di Vadim non è menzionato. In alcune raccolte di cronache successive del XVI secolo, inclusa la Cronica di Nikon, appare una leggenda sui disordini a Novgorod, sorti poco dopo la chiamata dei Variaghi nel 862. Sotto la guida di Vadim il Coraggioso, nel 863, scoppiò una rivolta contro Rjurik. Nel 864 Vadim fu sconfitto da Rjurik, insieme a molti dei suoi sostenitori. Secondo la cronaca di Nikon, molte persone di Novgorod sono fuggiti a Kiev.
L'anno di nascita di Vadim non si conosce (si conosce solo che alla morte era ancora giovane), era figlio di Rogana, figlia di Gostomysl. Vadim aveva una sorella di nome Olga.

## Letteratura

### Fonti storiche tratte dal testo
1. Croniche di Nikon. T. 1.P. 16 (PSRL. Vol. 9).
2. Cronaca di Leopoli. T. 1.
3. Libro di laurea. T. 1.P.79.

### Ricerche
1. Tatishchev V.N. Storia russa. Opere raccolte in 8 volumi. - M.: Ladomir, 1994-1996.
2. Karamzin N.M. Storia dello Stato russo. - SPb.: Tipo. N. Grecha, 1816-1829. - T.1.P.69.
3. Solovyov, S. M. Storia della Russia fin dai tempi antichi / S. M. Solovyov. - 2ª ed. - SPb. : Compagno. Beneficio pubblico, 1851-1879. - T. 1, Libro. uno.
4. Barsov E.V. Leggende popolari del nord su antichi principi e re russi // Antica e Nuova Russia. - 1879. - No. 9. (Registrato da V.P. Shchegolenok nella provincia di Olonets.)
5. Froyanov I. Ya. Realtà storiche nella leggenda della cronaca sulla vocazione dei Variaghi // Domande della storia. - 1991. - N. 6.
6. Copia A. V. Vadim the Brave // Brockhaus and Efron Encyclopedic Dictionary: in 86 volumi (82 volumi e 4 aggiuntivi). - SPb., 1890-1907.
7. Aristov V. Vadim Khorobriy presso Nikon'skiy Litopis // Ruthenica. 2009. S.184-188.

### Opere letterarie
1. Knyazhnin Ya.B. Vadim Novgorodsky // Izbr. Prod., L .: Scrittore sovietico, 1961. S. 249-304. (Biblioteca del poeta; Grande serie).
2. Lermontov M. Yu. L'ultimo figlio della libertà: una storia // Completa. collezione cit.: In 5 volumi - T. 3. - M.-L.: Academia, 1937. - S. 111-136.
3. Pushkin A.S.Vadim // Pushkin A.S.

## Fonti
1. Melnikova E.A. Rurik, Sineus e Truvor nella tradizione storiografica dell'antica Russia // Russia antica e Scandinavia: opere selezionate / ed. G.V. Glazyrina e TN Jackson. - M.: Fondazione russa per la promozione dell'istruzione e della scienza, 2011. - pp. 211-214.
2. Tatishchev V.N. Storia russa. Opere raccolte in 8 volumi. - M.: Ladomir, 1994 .-- T. 1. - P. 116 .-- ISBN 5-86218-159-8.
3. Rybakov B. A. Kievan Rus e i principati russi dei secoli XII-XIII. M., 1982. S.306-313.
4. Slavi e Scandinavi / Per. con lui. M., 1986.S.194. Tatishchev V.N. Storia russa.
5. Opere raccolte in 8 volumi. - M.: Ladomir, 1995 .-- T. 2. - S. 34 .-- ISBN 5-86218-160-1.
6. Nikonov V.A.Stiamo cercando un nome. - M.: Russia sovietica, 1988 .-- S. 101. Shaposhnikov A. K. Misteriosi nomi orientali nella tradizione slava della Chiesa: Vadim.
7. Opere dell'imperatrice Caterina II. T. 2.P. 254-256.